# Josep Pau Ballot
Josep Pau Ballot, né à Barcelone en 1747 et mort dans cette même ville en 1821, est un linguiste et pédagogue catalan. Il est connu pour avoir été l'auteur de la première grammaire moderne du catalan, la Gramatica y apología de la llengua cathalana, éditée entre 1813 et 1815, devenue par la suite une référence obligée durant la Renaixença.

## Biographie
Après des études de théologie à l'université jésuite de Gandia, près de Valence, Josep Pau Ballot devient professeur de rhétorique à Barcelone, au collège de Cordelles et au collège épiscopal. Sous les ordres de l'évêque de Barcelone José Climent Avinent, il est chargé d'organiser l'enseignement de la grammaire du castillan comme soutien pour l'apprentissage du latin. Après une période à Madrid comme précepteur, il revient en Catalogne. Déjà âgé, il se retire de l'enseignement et rentre dans le clergé. En 1818, il est nommé membre honoraire de l'Académie royale espagnole et meurt peu après de la fièvre jaune.
Son intérêt pour la langue catalane semble s'être manifesté en 1796, à l'occasion d'une polémique concernant l'orthographe du catalan dans le Diario de Barcelona à laquelle il aurait participé sous les pseudonymes de Botall, Anton lo Blat et Taboll. C'est à l'initiative du directeur de ce journal qu'il travaille plus tard à la rédaction de la grammaire du catalan durant l'occupation française, de 1810 à 1814, parue finalement en janvier 1815 grâce au soutien financier de l'Assemblée du Commerce de Barcelone. 

## Œuvres
- Discurso sobre la criança racional y cristiana. Barcelone, 1782.
- Reflexiones oportunas para el uso y manejo de la llengua latina. Barcelone, Eulalia Piferrer, 1782.
- Lecciones de leer y escribir. Barcelone, Vda. de Piferrer, 1787.
- Plan de educación o modo de aprender la llengua latina. Barcelone, 1803.
- Verdaderos principios de leer la llengua castellana y latina. Barcelone, Piferrer, 1806.
- Gramatica y apología de la llengua cathalana. Barcelone, Juan Francisco Piferrer, 1814. (lire en ligne)
- Lógica y arte de bien hablar. Barcelone, Juan Francisco Piferrer, 1815.
- Art de parlar ab Deu en la hora de la mort. Barcelone, A.Brusi, 1815.
- Pasatiempos de un gotoso en los ratos de tolerància. Razonamientos morales y literarios. Barcelone, Imp. Brusi, 1816.
- Cartilla de la llengua castellana y latina. Barcelone, Juan Francisco Piferrer, 1816.
- Compendio de la gramática filosòfica y razonada de la llengua castellana. Barcelone, 1818.
- Ensayo analítico y razonado de la Oración de Cicerón por la vuelta de M. Marcelo. Barcelone, Juan Francisco Piferrer, 1818.
- Principios de la llengua castellana con su correspondència francesa para los estranjeros. Barcelone.
- Gramática de la llengua castellana. Barcelone, Juan Piferrer, 1819.
- El naturalista convencido. Barcelone.